# Bunde tolimense
El bunde tolimense es una canción típica e himno del departamento del Tolima de la Región Andina de Colombia, específicamente del Tolima Grande, actualmente departamentos del Huila y del Tolima. Es de ritmo alegre, un poco lento, que entrelaza a sus ritmos hermanos, rajaleña, pasillo, guabina, torbellino y bambuco; además sus primos, vals, mazurca, redova, chotis.
El "Bunde tolimense" no debe confundirse con el bunde de la Región Pacífica.
Según los habitantes de la región, el compositor Alberto Castilla compuso la canción en una esquina del Espinal, en la cual existe un monumento al Bunde tolimense.
Compuso Castilla la música instrumental del Bunde en el año 1914, y tiempo después se llamó Bunde tolimense. La versión declarada Himno del Tolima lleva letra del poeta Nicanor Velásquez Ortiz.